# 진흥로 (강진 장흥)
진흥로(津興路, Jinheung-ro)는 전라남도 강진군 강진읍 종합운동장앞 교차로에서 장흥군 장흥읍 순지삼거리를 잇는 도로이다. 도로 이름은 강진군 강진읍과 장흥군 장흥읍을 오가는 도로라는 점에서 지어졌다.

## 연혁
- 2009년 7월 3일 : 2개 이상 시·군에 걸쳐 있는 광역도로로 진흥로를 고시[1]

## 주요 경유지
전라남도
- 강진군 강진읍 - 장흥군 장흥읍

## 노선
| 이름                  | 접속 노선                   | 소재지        | 소재지        | 비고          |
| 보은로와 직결         | 보은로와 직결               | 보은로와 직결 | 보은로와 직결 | 보은로와 직결 |
| --------------------- | --------------------------- | ------------- | ------------- | ------------- |
| 종합운동장앞 교차로   | 종합운동장길                | 강진군        | 강진읍        |               |
| 군동면호계리 교차로   | 지방도 제827호선 (까치내로) | 강진군        | 강진읍        |               |
| (교량 명칭 미상)      |                             | 강진군        | 강진읍        |               |
| 군동면사무소앞 교차로 | 석교로                      | 강진군        | 강진읍        |               |
| 금강교                |                             | 강진군        | 강진읍        |               |
| (이름없음)            | 국도 제2호선 (녹색로)       | 강진군        | 강진읍        |               |
| 감천교                |                             | 장흥군        | 장흥읍        |               |
| 순지삼거리            | 국도 제23호선 (장흥대로)    | 장흥군        | 장흥읍        |               |

## 주요 건물 및 시설
- 군동면사무소 (진흥로 315/라천리 268)
- 군동우체국 (진흥로 323/라천리 114-1)
- 군동파출소 (진흥로 325/라천리 1178-4)
- 장흥사인정 (진흥로 891/송암리 359)